# Richard Hughes (voetballer)
Richard Daniel Hughes (Glasgow, 25 juni 1979) is een Schots voormalig voetballer die doorgaans als defensieve middenvelder speelde. Het meest bekend werd hij als middenvelder van Portsmouth in de Premier League. Hughes won de FA Cup met Portsmouth in 2008. 

## Clubcarrière
Hughes stond de gehele periode waarin Portsmouth in de Premier League uitkwam (2003–2010) onder contract. Portsmouth kreeg echter financiële problemen en degradeerde. De club moest vervolgens een doorstart maken. In 2011 verliet hij Portsmouth om die reden. Hij was een jeugdproduct van Arsenal, alhoewel Hughes zijn eerste voetbalstappen in Italië zette bij de jeugd van Atalanta Bergamo. In 1998 werd hij door AFC Bournemouth overgenomen van Arsenal. Bij Bournemouth zou hij slagen in het eerste elftal. In 2003 promoveerde hij met Portsmouth naar de Premier League. In 2008 won Portsmouth de FA Cup, maar Hughes speelde de finale niet. Met Portsmouth en Cardiff City stonden twee verrassende clubs in de finale. Nwankwo Kanu, gewezen spits van AFC Ajax en Arsenal, scoorde het enige doelpunt.
Hughes beëindigde zijn loopbaan in 2014 als speler van Bournemouth, waarnaar hij in 2012 was teruggekeerd.

## Erelijst
| Competitie |            |            |
| Competitie | Aantal     | Jaren      |
| Portsmouth | Portsmouth | Portsmouth |
| ---------- | ---------- | ---------- |
| FA Cup     | 1×         | 2007/08    |

## Trivia
- Hughes runde van 2011 tot 2012 een Italiaans restaurant in Portsmouth.[1]